# Fallen (romanzo)
Fallen è il primo volume dell'omonima tetralogia scritta da Lauren Kate. Pubblicato negli Stati Uniti l'8 dicembre 2009 dalla Random House, appartiene al genere paranormal romance.

## Trama
In seguito a un tragico e misterioso incidente, Lucinda è stata rinchiusa a Sword&Cross, un istituto a metà fra il collegio e il riformatorio. Nell'incidente un suo amico è morto. Lei non ricorda molto di quella terribile notte, ma la sua ricostruzione dei fatti non convince la polizia. La vita nella nuova scuola è difficile: il senso di colpa non le lascia respiro, proprio come le telecamere che registrano ogni singolo istante della sua giornata. Tutti gli altri ragazzi, con cui è più facile litigare che fare amicizia, sembrano avere alle spalle un passato spiacevole, se non spaventoso.
Nella nuova scuola, Luce nota subito la strana aria da carcere minorile che pervade il luogo, dovuta alle rigide perquisizioni all'entrata che portano Luce a lasciare ogni suo bene (compreso il suo cellulare), telecamere nascoste per sorvegliare i ragazzi in ogni angolo possibile della scuola e braccialetti elettronici di cui alcuni ragazzi sono provvisti. Luce fa la conoscenza di Arriane (una ragazza all'apparenza energica e sprezzante dell'autorità e della sorveglianza della scuola, ma che si dimostrerà simpatica, gentile e affidabile) quando ella viene incaricata di far fare un giro dell'istituto a Luce. Prima dell'inizio delle lezioni, Luce vede un ragazzo che, a detta di Arriane, si chiama Daniel Grigori e da cui la ragazza si sente subito attratta, anche se lui comincia a trattarla in malo modo non appena incrocia il suo sguardo. Dopo pranzo, durante il quale Luce viene umiliata da Molly (una ragazza parecchio scontrosa), conosce in bagno quella che sarà la sua migliore amica: Penn. Tra le due si crea subito una forte affinità. Dopo aver partecipato all'Evento del martedì, Luce e Penn vanno al dopo festa, dove Luce fa la conoscenza di Cam, un ragazzo molto carino che, al contrario di Daniel, si dimostra subito gentile e cordiale con lei e che comincia a farle la corte.
Un giorno, andando in biblioteca dove conosce Miss Sophia (bibliotecaria della scuola nonché insegnante di religione), Luce fa delle ricerche assieme a Penn per saperne di più su Daniel. Ma, improvvisamente, un incendio interrompe la ricerca delle due, che si separano. Luce riesce comunque a scappare dalla biblioteca assieme a Todd. Però il fumo provocato dall'incendio riempie tutta l'ala della biblioteca e, anche se Luce viene salvata da una strana "forza" invisibile che porta lei e Todd via dal fumo, le ombre tornano a tormentare Luce e questa volta la povera vittima è proprio Todd.
Dopo essere tornata dall'ospedale, Luce rafforza i suoi rapporti con Cam e, allo stesso tempo, continua la sua ricerca di informazioni su Daniel assieme a Penn. Andando nell'archivio della scuola, le due notano che nel fascicolo di Daniel non vi è scritto alcun riferimento ad una famiglia (legittima o adottiva che essa sia). Stessa cosa dicasi per Cam, Molly, e Gabbe. Continuando la ricerca, Luce e Penn scoprono che delle informazioni importanti riguardanti Daniel potrebbero essere custodite nel libro I Veglianti, un libro apparentemente scritto da un antenato del ragazzo. Luce viene invitata da Cam per un appuntamento in un penoso bar in disfacimento e l'incontro non va a buon fine. A "salvarla" arriva Daniel, che la porta in un posto appartato e, successivamente, decide di dirle tutta la verità. Così Luce ascolta Daniel, che le rivela di essere un angelo e che non è la prima volta che i due si sono incontrati perché, a quanto pare, Luce muore e si reincarna ogni diciassette anni in un ciclo irrefrenabile, lei e Daniel si incontrano sempre, in ogni vita, e lui è destinato a vederla morire ogni volta dopo il loro incontro (ecco spiegato il perché dell'ostilità che Daniel mostrava nei confronti della ragazza all'inizio del libro).
Inizialmente Luce non crede alle parole del ragazzo finché non riceve da Miss Sophia il libro dei Veglianti in cui trova una foto in cui sono ritratti un ragazzo e una ragazza. La foto è molto vecchia e risale al 1854, scattata ad Helston in Inghilterra, ma Luce riesce ad accorgersi che il ragazzo ritratto è Daniel mentre la ragazza è lei. Così Luce finalmente comincia a credere a tutto ciò che Daniel le ha detto, ma purtroppo viene rapita da Miss Sophia assieme a Penn, che viene ferita da una saetta nera durante uno scontro tra Daniel, Gabbe e Arriane (angeli) e Molly, Cam e Roland (demoni). Miss Sophia uccide Penn ed è intenzionata a fare lo stesso con Luce per spezzare finalmente il suo ciclo di reincarnazioni, infatti in quella vita la ragazza non era stata battezzata e, per questo, se morisse non si reincarnerebbe. Fortunatamente Luce viene salvata dall'intervento di Arriane, Gabbe e Daniel.
Il libro si conclude con Daniel che decide di mandare Luce in un posto il più lontano possibile dalla Sword & Cross.

## Personaggi
- Lucinda (Luce) Price, Luce è la protagonista del romanzo. I suoi genitori la iscrivono alla Sword&Cross dopo un tragico incendio in cui muore Trevor, un ragazzo che frequenta la stessa scuola di Luce e per il quale lei ha una cotta. Fin da piccola è stata perseguitata da strane ombre che solo lei è in grado di vedere e sentire tanto da spingere i suoi genitori, preoccupati per la loro unica figlia, a farla visitare da uno psichiatra, finché lei non ha finto di non vedere più alcuna ombra e ottenendo così il permesso di andare a scuola alla Dover Prep nel New Hampshire. Luce ha un incarnato molto chiaro, gli occhi nocciola e dei bellissimi capelli nero corvino lunghi e ondulati, ma che è costretta a rasare a causa delle bruciature subite durante l'incendio. In seguito Luce verrà a sapere che Daniel è un angelo caduto, che lo ha incontrato in altre vite precedenti e del quale si è sempre innamorata, ricambiata da Daniel, e di come questo amore l'abbia sempre uccisa a causa di una maledizione, costringendola a reincarnarsi ogni 17 anni senza ricordare nulla delle vite precedenti.
- Daniel Grigori, Daniel è un angelo caduto da sempre innamorato di Luce. Ha i capelli biondi e gli occhi grigio/viola. Viene descritto come di una "bellezza sconvolgente". A differenza di Luce, lui ricorda tutto dei loro incontri precedenti, delle vite passate di Luce, e ricorda anche ogni volta il dolore nel vederla scomparire tra le sue mani impotenti: per questo cerca di evitarla il più possibile, senza però riuscirci. Alla fine rivela a Luce la sua vera natura e il suo amore sconfinato per lei, ma stranamente la ragazza questa volta non muore. Nonostante questo, decide di tenerla all'oscuro su molte cose per paura che possano distruggerla ancora una volta, e lascerà che sia Lucinda a mettere insieme tutti i pezzi per scoprire cosa sta succedendo veramente.
- Camriel (Cam)/(Cameron Briel), Cam è anch'egli un angelo caduto, che però ha scelto di seguire la parte del male. È molto bello, ha i capelli neri, la pelle molto chiara, gli occhi verde smeraldo ed ha un sole nero tatuato dietro al collo. Cam è affascinante e sicuro di sé e sin dall'inizio mostra una particolare gentilezza nei confronti di Luce, un comportamento totalmente contrapposto a quello di Daniel.
- Arriane Alter, Arriane è un angelo caduto che ha scelto la parte del Bene. Ha una personalità un po' stravagante, una cicatrice sul collo e dei lunghi capelli neri che poi farà tagliare da Lucinda. È la prima persona a fare amicizia con lei nella nuova scuola.
- Pennyweather (Penn) Van Syckle-Lockwood, Penn è una delle amiche più strette di Luce: è una ragazza intelligente e simpatica; frequenta la Sword&Cross non per problemi disciplinari, ma perché suo padre era il vecchio giardiniere della scuola e, alla morte del genitore, viene data in affido al preside della scuola. Sarà lei ad aiutare Luce ad indagare sul passato di Daniel. Alla fine del libro verrà uccisa da Miss Sophia sotto gli occhi di Luce.
- Gabrielle (Gabbe) Givens, Gabbe è un angelo caduto dalla parte del Bene. Dopo alcune incomprensioni iniziali diventerà amica di Luce. Fisicamente ha lunghi capelli biondi, pelle bianca e candida e grandi occhi azzurri. Una sua particolare caratteristica è il parlare con il tipico accento strascicato del Sud, ha sempre delle unghie impeccabili e pare preferire il rosa a qualsiasi altro colore. Oltre ad essere estremamente bella e molto intelligente, possiede una forza fisica straordinaria.
- Roland Sparks, Roland è un angelo caduto dello schieramento del male. Roland è un angelo di colore, caratterizzato da un magnifico sorriso e con in testa una selva dreadlocks; è in grado di procurarsi qualsiasi cosa al mercato nero grazie a dei contatti segreti. È molto amico di Daniel e Arianne, anche se appartiene allo schieramento opposto il loro.
- Mary Margaret (Molly) Zane, Molly è anch'essa un angelo caduto dalla parte del male. Sin dal primo giorno dimostra antipatia nei confronti di Lucinda e la considera una rivale, affibbiandole il soprannome di "Polpettone", inviandole bigliettini con frasi mordaci durante le lezioni e soprattutto dicendole di continuo di stare lontana da Daniel. Pare essere a conoscenza del più grande segreto di Luce, legato alla morte di Trevor.
- Miss Sophia, Miss Sophia è la bibliotecaria della scuola. Era uno dei 24 anziani dello schieramento angelico. Inizialmente sembra essere gentile e affidabile, ma si rivela poi essere nemica di Luce, nonché un membro della Zhsmaelim, una setta segreta.
- Randy, Randy è una delle "vigilanti" nella Sword&Cross e, nonostante la sua durezza e severità, in fondo nutre affetto per Arriane, che però non ricambia.
- Mr Cole, Insegnante di storia; è l'unico umano, oltre a Luce, ad essere a conoscenza degli angeli caduti. Alla fine del libro, su ordine degli angeli, porta Luce lontano dalla Sword&Cross.
- Callie, Callie è la migliore amica di Lucinda conosciuta alla sua vecchia scuola, la Dover. In Fallen compare come personaggio solo nelle telefonate che Luce effettua dalla Sword&Cross.
- Todd Hammond, Todd è un ragazzo conosciuto da Luce alla Sword & Cross. Muore per aiutare Luce quando brucia la biblioteca.
- Trevor, Trevor è un ragazzo che Luce conosce e che frequenta la Dover Prep. Quando Luce lo bacia scoppia un misterioso incendio in cui il ragazzo muore, mentre Luce riesce a salvarsi.

## Opere derivate
Nel 2016, dal romanzo è stato tratto il film omonimo, diretto da Scott Hicks.
Nel 2024 su raiplay viene trasmessa la serie tv basata sui romanzi.

## Edizioni in italiano
- Lauren Kate, Fallen, romanzo, traduzione di Serena Daniele, Milano, Rizzoli 2009
- Lauren Kate, Fallen, Milano: BUR Rizzoli, 2011
- Lauren Kate, Fallen: la serie, Milano: BUR Rizzoli, 2023